# Palais du Podestat (Vérone)
Pour les articles homonymes, voir Palazzo del Podestà.
Le palais du Podestat (en italien : Palazzo del Podestà), ou palais du Gouvernement, est un palais médiéval de Vérone, situé entre la Piazza dei Signori et les tombeaux des Scaliger.

## Histoire
Le palais a été construit par les Scaliger, au-dessus des ruines romaines (il est situé près du forum romain, aujourd'hui Piazza delle Erbe), et a été habité à la fin de la construction par Alberto I della Scala. Il servait probablement de résidence aux seigneurs de la ville. À partir de 1311, Cangrande Ier alla résider dans le palais, qui fut plusieurs fois réaménagé au fil du temps.
De nombreux hommes illustres ont trouvé l'hospitalité dans le palais, dont des personnalités éminentes telles que Dante et Giotto, qui, selon Giorgio Vasari, ont réalisé des portraits de Cangrande I, qui n'ont cependant pas été retrouvés.
Après la chute de la dynastie Scaliger, le Palais devint, sous la république de Venise, le siège d'importantes magistratures. Les bureaux du podestat étaient également présents, d'où il tire son nom. En 1404, les Vénitiens ouvrent un nouveau portail et y ajoutent le lion de Saint-Marc orné en 1533 par Michele Sanmicheli.

## Description

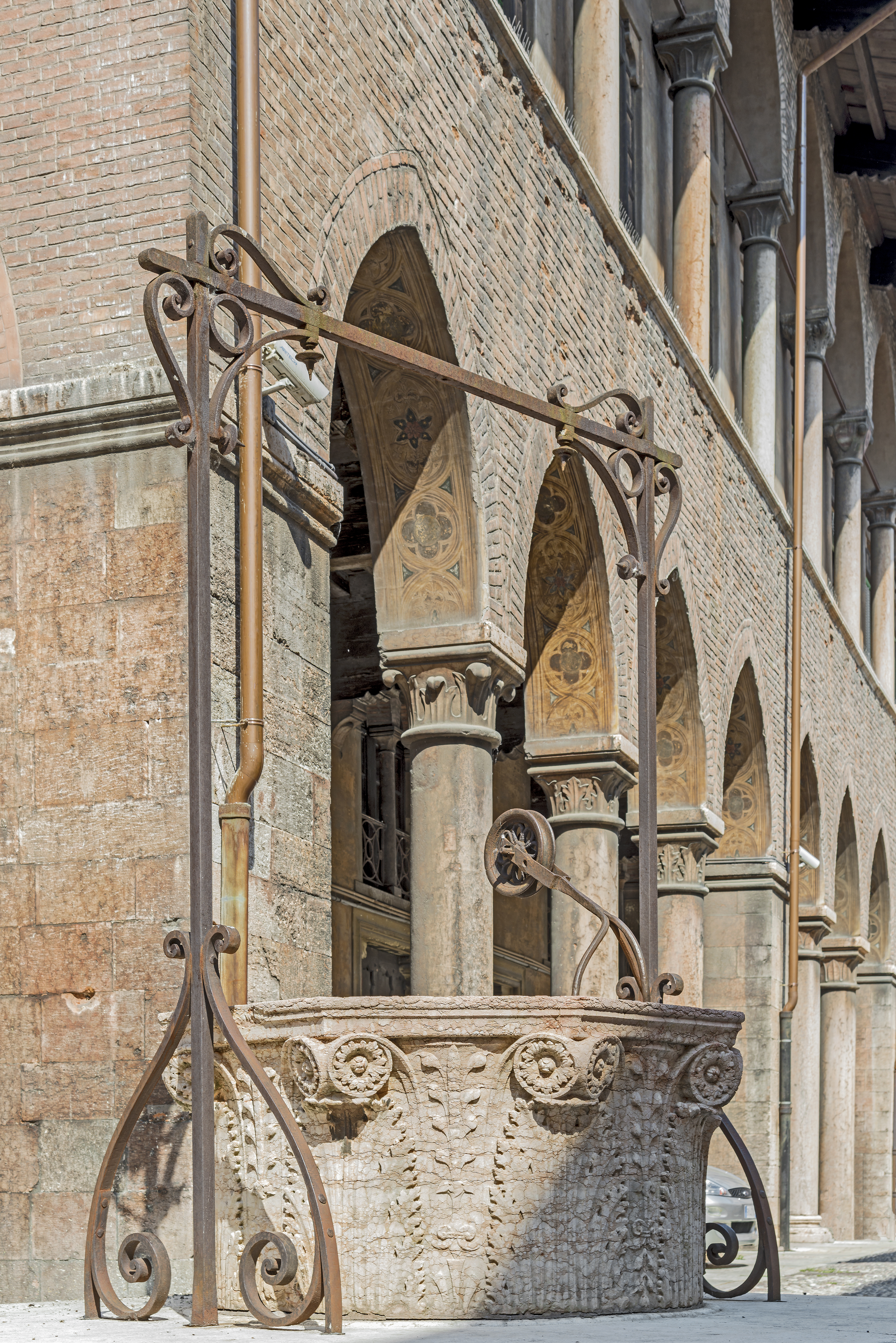
Le puits dans la cour.

Le palais est surmonté de typiques merlons. Le portail blanc donnant sur la Piazza dei Signori a été commandé en 1533 par Giovanni Dolfin, à Michele Sanmicheli. Ce portail, qui en a remplacé un autre déjà présent (1404), rappelle dans sa structure, les arcs de triomphe antiques romains et en particulier l'Arc des Gavi situé dans la ville. Il est surmonté du Lion de saint Marc. Par ordre de Cansignorio, une loggia a été construite, à l'origine de seulement deux étages, avec seulement deux salles très hautes et immenses. Celles-ci ont été entièrement peintes, certaines décrites par Vasari : Guerre de Jérusalem selon Flavius Josèphe et deux Triomphes. Il y avait aussi une salle des médailles dans laquelle ont été retrouvées des peintures de grande qualité, totalement intactes, qui ont cependant été restaurées dans les années 1900.
Même les sous-arcades des étages supérieurs ont été entièrement peintes, témoignant de la grande importance du bâtiment. Dans ces peintures, la célébration de la dynastie Scaliger devient la caractéristique principale, à l'imitation des actes des anciens empereurs romains.

## Dante

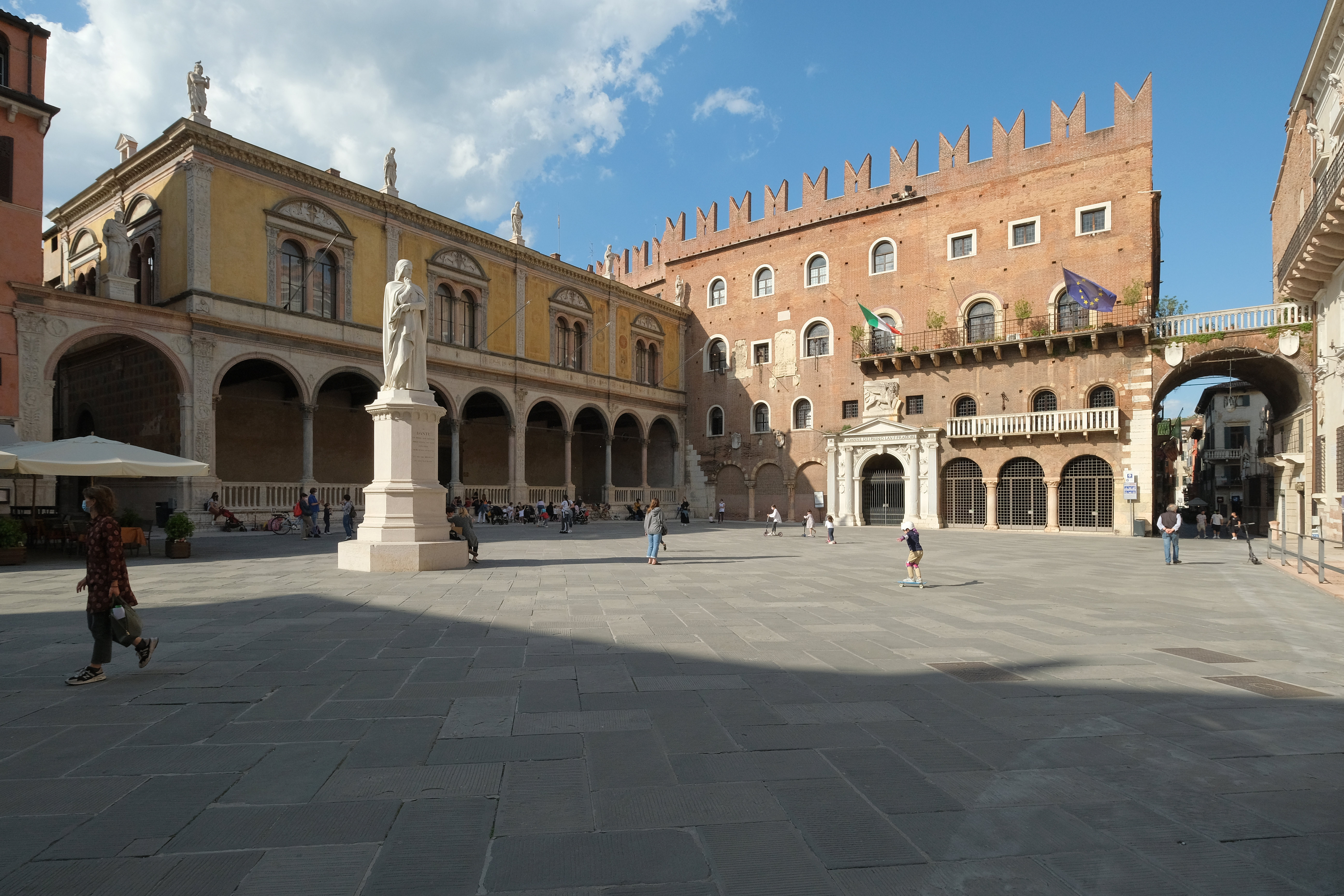
Piazza dei Signori avec la statue de Dante et le Palazzo del Podestà

Dante Alighieri, exilé de Florence, fut accueilli pour son deuxième séjour dans cet édifice : en effet, la piazza dei Signori, qu'elle surplombe, est aussi appelée par les Véronais « piazza Dante », et au centre de la place se trouve une statue du poète au bas de laquelle est écrit :

« A Dante

lo primo suo rifugio

nelle feste nei voti 

concorde

ogni terra italiana

XIV maggio MDCCCLXV

dc suo natalizio »

— Sur le piédestal de la statue de Dante
Dante écrit dans le chant XVII du Paradis, de sa longue vie en exil de Florence :

« Lo primo tuo refugio, il primo ostello

sarà la cortesia del gran lombardo

che'n su la scala porta il santo uccello. »

— Dante Alighieri - Paradis - XVIIe Chant
L'« oiseau sacré » serait l'aigle symbole de l'autorité impériale, utilisé par la famille Scala car ils étaient vicaires de l'empereur du Saint Empire romain germanique.